# 皮赫拉亞韋西湖

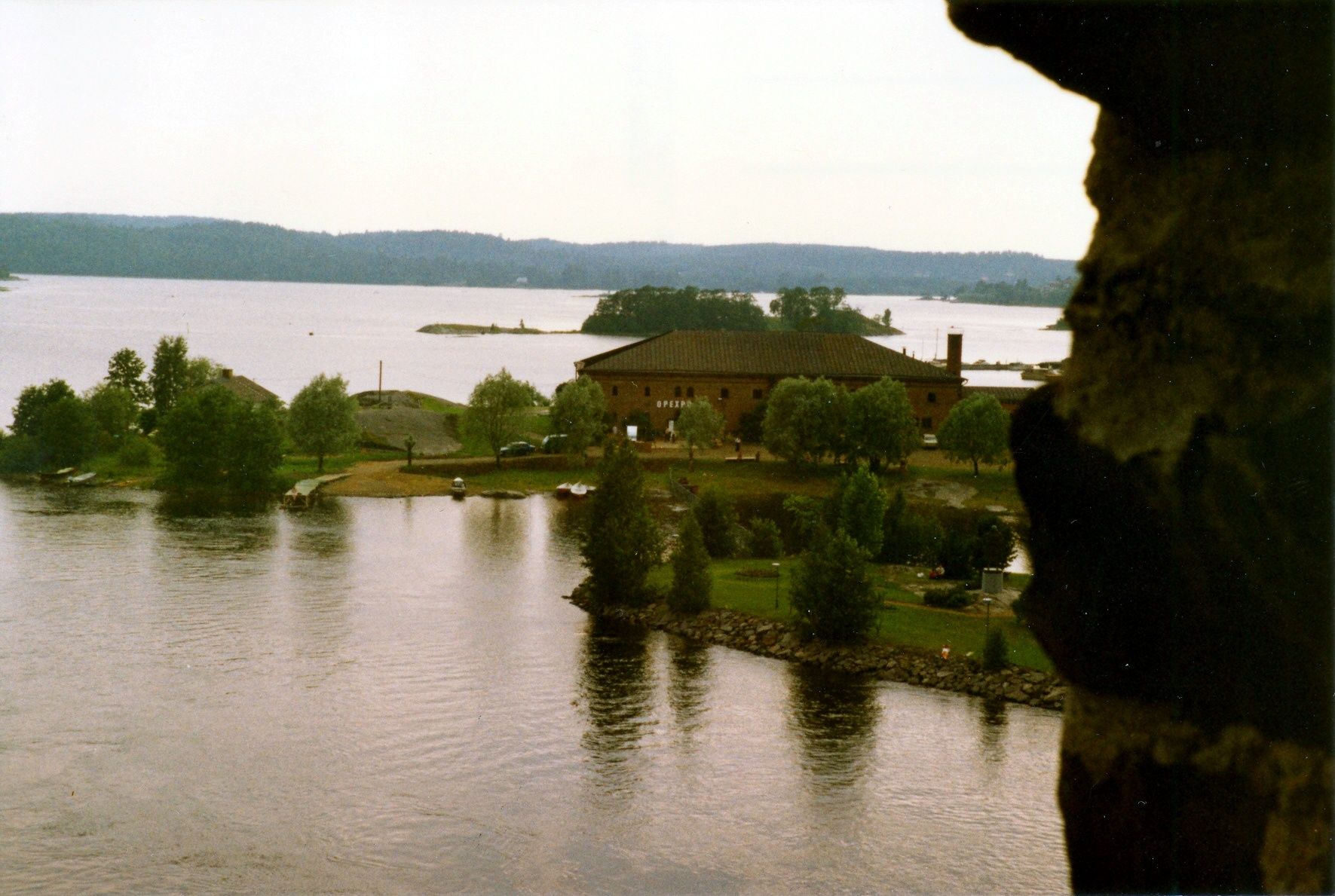
从奥拉维城堡眺望皮赫拉亚韦西湖

皮赫拉亞韋西湖（芬蘭語：Pihlajavesi）是芬蘭南薩沃區的湖泊，面積712.59平方公里，是該國第六大湖泊，海拔高度75.7米，平均水深11.3米，最大水深72米，湖岸線長度3,200公里。
皮赫拉亚韦西湖是复杂的塞马湖水系中第二大湖面。它没有开阔的湖面，但比芬兰其它的湖泊有更多的岛屿。